# کونزوم
کونزوم (انگلیسی: Konzum) شرکت خرده‌فروشی کروات است، که در سال ۱۹۵۷ تأسیس شد.